# Distretto di Lubombo
Il distretto di Lubombo è il più occidentale dei quattro distretti dell'eSwatini. Il suo capoluogo è Siteki.

## Geografia antropica

### Suddivisioni amministrative
Il distretto è suddiviso negli 11 seguenti tinkhundla:
- Inkhundla Dvokodvweni. Imiphakatsi: Enjabulweni, Etjedze, Malindza, Mampempeni, Mdumezulu, Mhlangatane, Sigcaweni.
- Inkhundla Hlane. Imiphakatsi: Hlane, Khuphuka, Ntandweni, Sikhuphe.
- Inkhundla Lomahasha. Imiphakatsi: Lomahasha, Mafucula, Shewula, Tsambokhulu.
- Inkhundla Lubuli. Imiphakatsi: Lubuli, Maloma, Nsoko.
- Inkhundla Lugongolweni. Imiphakatsi: Langa, Makhewu, Mlindazwe, Sitsatsaweni.
- Inkhundla Matsanjeni Nord. Imiphakatsi: Lukhetseni, Mambane, Maphungwane, Tikhuba.
- Inkhundla Mhlume. Imiphakatsi: Mhlume, Simunye, Tabankulu, Tshaneni, Vuvulane.
- Inkhundla Mpholonjeni. Imiphakatsi: Kashoba, Ndzangu, Ngcina.
- Inkhundla Nkilongo. Imiphakatsi: Crooks, Gamula, Lunkufu, Mayaluka, Ngcampalala.
- Inkhundla Siphofaneni. Imiphakatsi: Hlutse, Kamkhweli, Macetjeni, Madlenya, Maphilingo, Mphumakudze, Nceka, Ngevini, Tambuti.
- Inkhundla Sithobela. Imiphakatsi: Luhlanyeni, Mamiza, Nkonjwa.